# Mangcongco
Mangcongco ist ein Inkhundla (Verwaltungseinheit) in der Region Manzini in Eswatini. Es ist 422 km² groß und hatte 2007 gemäß Volkszählung 6.603 Einwohner.

## Geographie
Das Inkhundla liegt im Westen der Region Manzini an der Grenze zu Südafrika und an der MR 19. Im Inkhundla wird hauptsächlich Forstwirtschaft betrieben. Höchster Gipfel im Bezirk ist der Berg Vilakati Kop (Vlagati, 1340 m ⊙).

## Gliederung
Das Inkhundla gliedert sich in die Imiphakatsi (Häuptlingsbezirke) Dwalile, Mabhukwini, Mangcongco und Sandlane/Ekuthuleni.